# エリュー・ヴェッダー
エリュー・ヴェッダー（英：Elihu Vedder、1836年2月26日 - 1923年1月29日）は、オランダ系アメリカ人としてニューヨークで生まれ、ニューヨーク、イタリア・ローマで活躍した象徴主義派の画家、イラストレーター、詩人。

## 生涯
エリュー・ヴェッダーはいとこ同士の夫婦であったエリュー・ヴェッダー・Jr.とエリザベス・ヴェッダーの息子として1836年2月26日にニューヨークで生まれた。父は歯科医であったが、運を試そうとしてキューバに移りそこで開業したが、これは幼いエリューに大きな影響を与えた。そして、幼年期の残りの部分はスケネクタディにある彼の母方の祖父アレクサンダー・ヴェッダー家と寄宿学校との間で過ごした。
成長するとエリューは画家への道に進む事を望んだが父に反対された、しかし母が「子供は親と違う職に就くべきだ」と言って渋る父を説得し同意させてくれ、画家を目指す事ができた。彼は初めはニューヨークのトンプキンズ・H・マットソンに次いでパリのフランソワ＝エドゥアール・ピコの下で学んだ後、イタリアで修行を終了した。そこで彼はイタリア・ルネサンスの作品からのみならず、「マッキア派」の画家やイタリアの当時の風景画から強い影響を受けた。彼は1858年から1860年まで初めてイタリアを訪問し、そこで仲間の画家ジョヴァンニ・コスタと深く感情的な絆を結び、二人でイタリアの田舎をめぐる牧歌的な旅行を始めたがヴェッダーの父親が財政補助を打ち切ったため途中で中断を余儀なくされた。
その後ヴェッダーは、無一文となって南北戦争中のアメリカに戻り、そこで商業イラストを描くことで、細々と生計を立てながら、ニューヨークのボヘミアンたちのたまり場"パーフのコーヒーハウス"の芸術家グループに参加した。またその時期彼は想像上の自然、ロマンチックな夢想そしてしばしば東洋の影響が印象的な『ロック鳥の卵』]、『漁師と精霊』そしてこの時期の最も有名な作品である『大海蛇の巣穴』等を描いた。また、ウォルト・ホイットマン、ハーマン・メルヴィルとウィリアム・モリス・ハントの作品を紹介し、彼らと交友を結んだ。そして1865年にはアメリカ 芸術・文学アカデミーのメンバーとなった。
南北戦争の終わった後の1866年にイタリアに住むためにアメリカを去った。
その後、ニューヨーク州グレンフォールズで1869年7月13日にキャロライン・ローズクランスと結婚し、4人の子供を儲けたが成人に達したのは2人だけであった。娘のアニタ・ヘリマン・ヴェッダーは、商売の詳細について無関心との評判があった父親に代わって商売の実務を扱う重要な役割を担った。息子のエノク・ローズクランス・ヴェッダーは、宝飾デザイナーのアンジェラ・レストンと結婚した有望な建築家であったが、1916年4月2日にイタリアの両親を訪問した時に亡くなった。また、エリューの兄、アレキサンダー・マディソン・ヴェッダーは、海軍の軍医で江戸から明治に変わる時代の日本に駐屯し、日本文化の近代化を目撃している。
エリューはローマで家庭を持っていたが - 1884年の『ルバイヤート』の挿絵作品による経済的な成功の後、その景色の美しさや人々の親密さで多くの芸術家を魅了していた カプリ島に滞在した。ヴェッダーは、何回もイギリスを訪問しそこで、ラファエル前派の影響を受け、同派のシメオン・ソロモンとは友人であった。また、ウィリアム・ブレイク、ウィリアム・バトラー・イェイツなど、英国とアイルランドの神秘主義者の作品に影響を受けた。
1890年にヴェッダーは、イタリアの「In arte libertas」グループの設立に協力した。ティファニーは、彼にガラス製品、モザイク画および小彫像のデザインを委託した。ワシントンにあるアメリカ議会図書館の閲覧室の廊下には彼のモザイク画『ミネルヴァ』が飾られており、現在もそれを見ることができる。
ヴェッダーは、時折、アメリカに戻ったが、1906年から1923年1月29日に亡くなるまでイタリアのみに居住した、そして死後ローマのプロテスタント墓地に埋葬された。

## ギャラリー

### 絵画

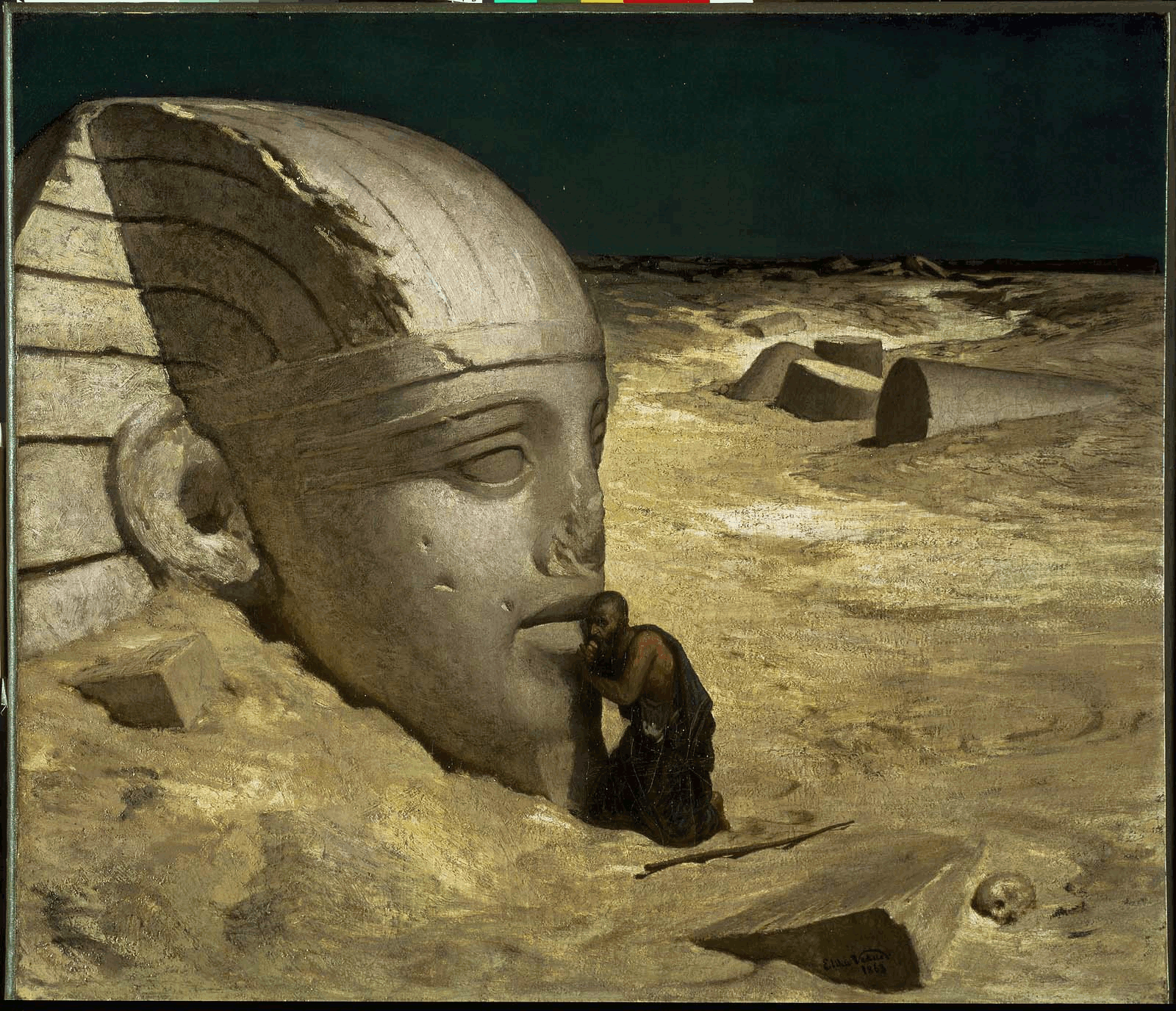
謎をかけられるスフィンクス、1863年
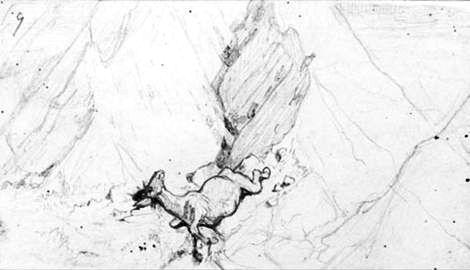
ミラーと息子とロバ、1867-8年
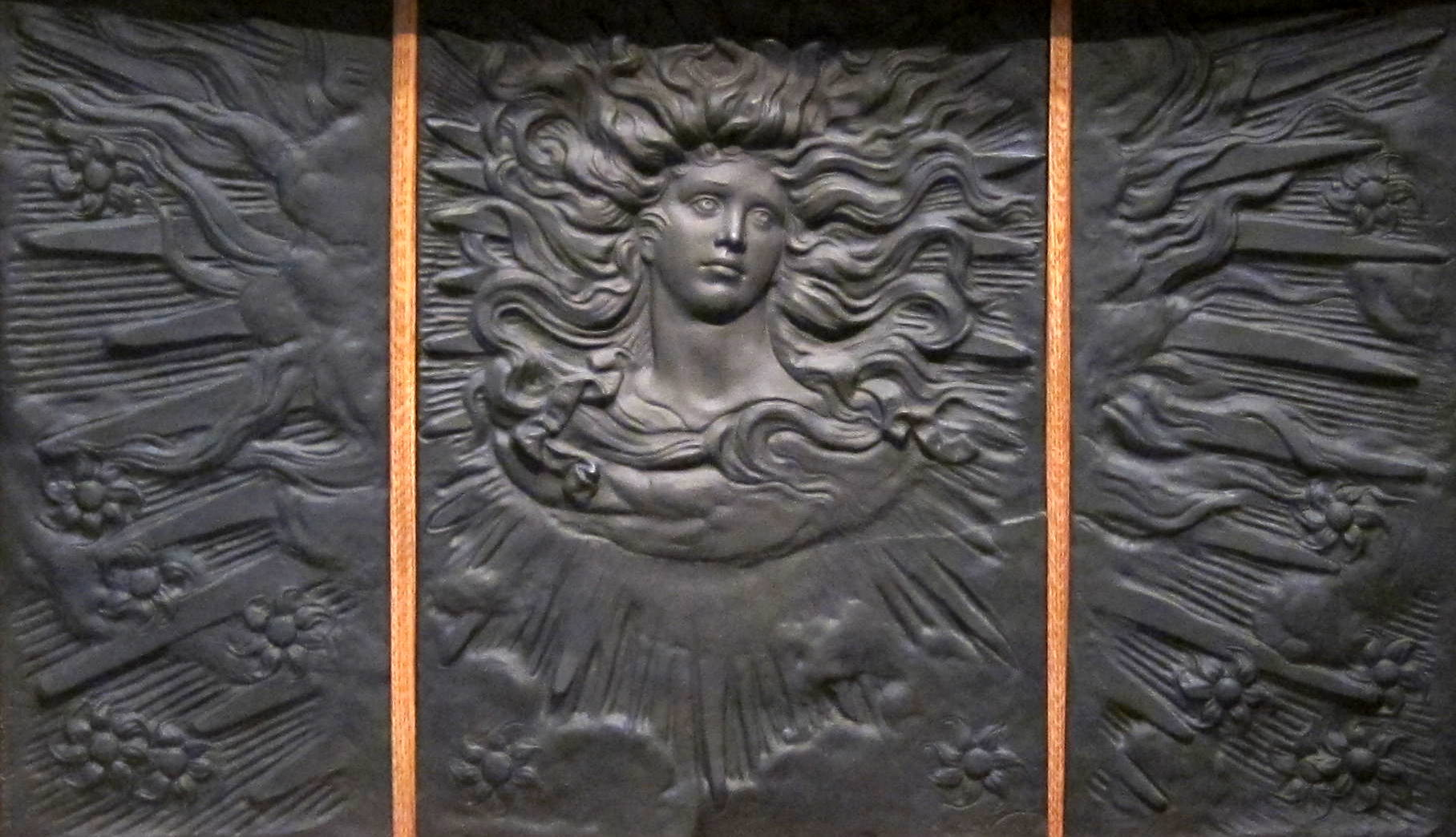
太陽神、1882年
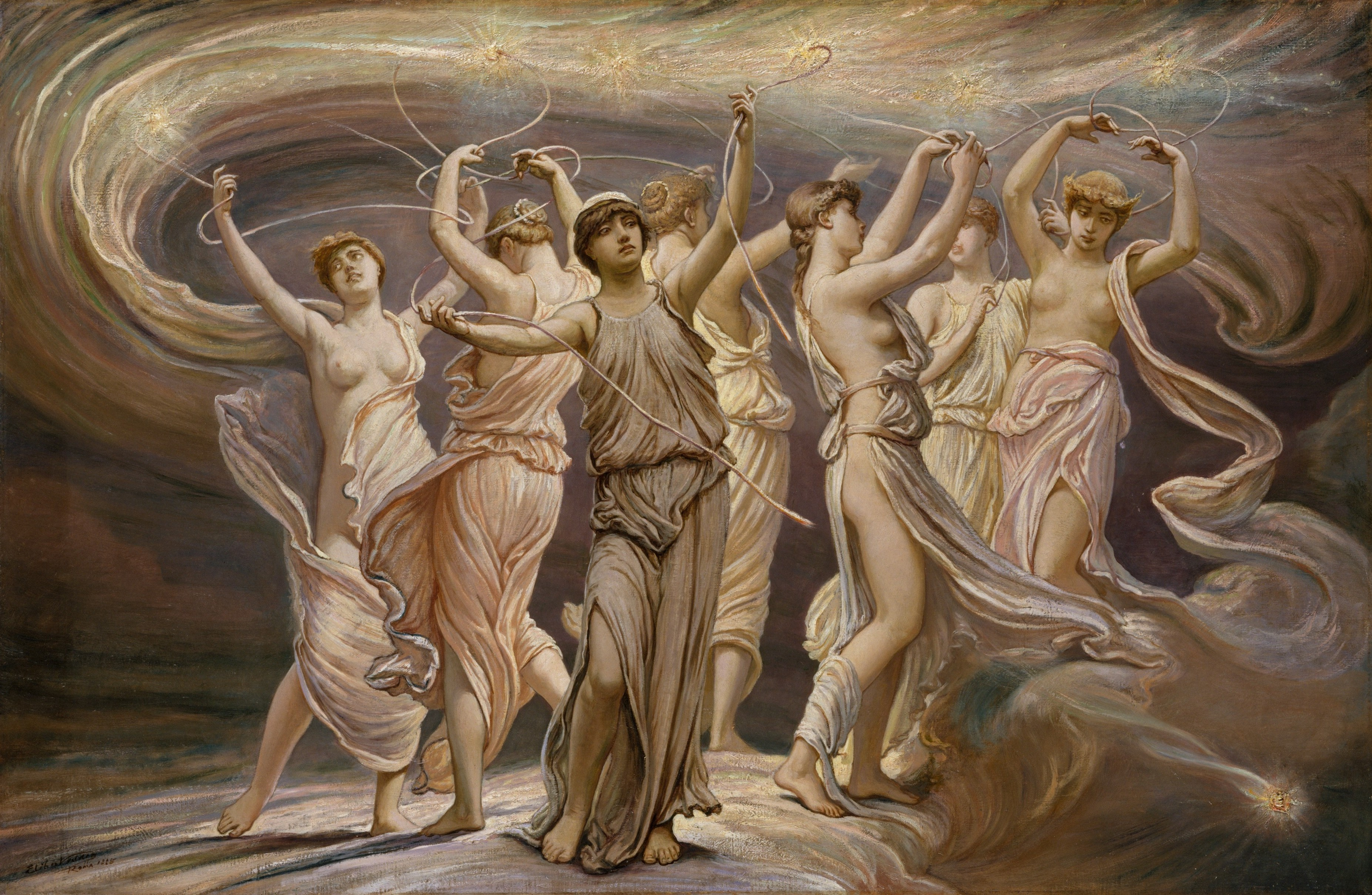
プレイアデス、1885年
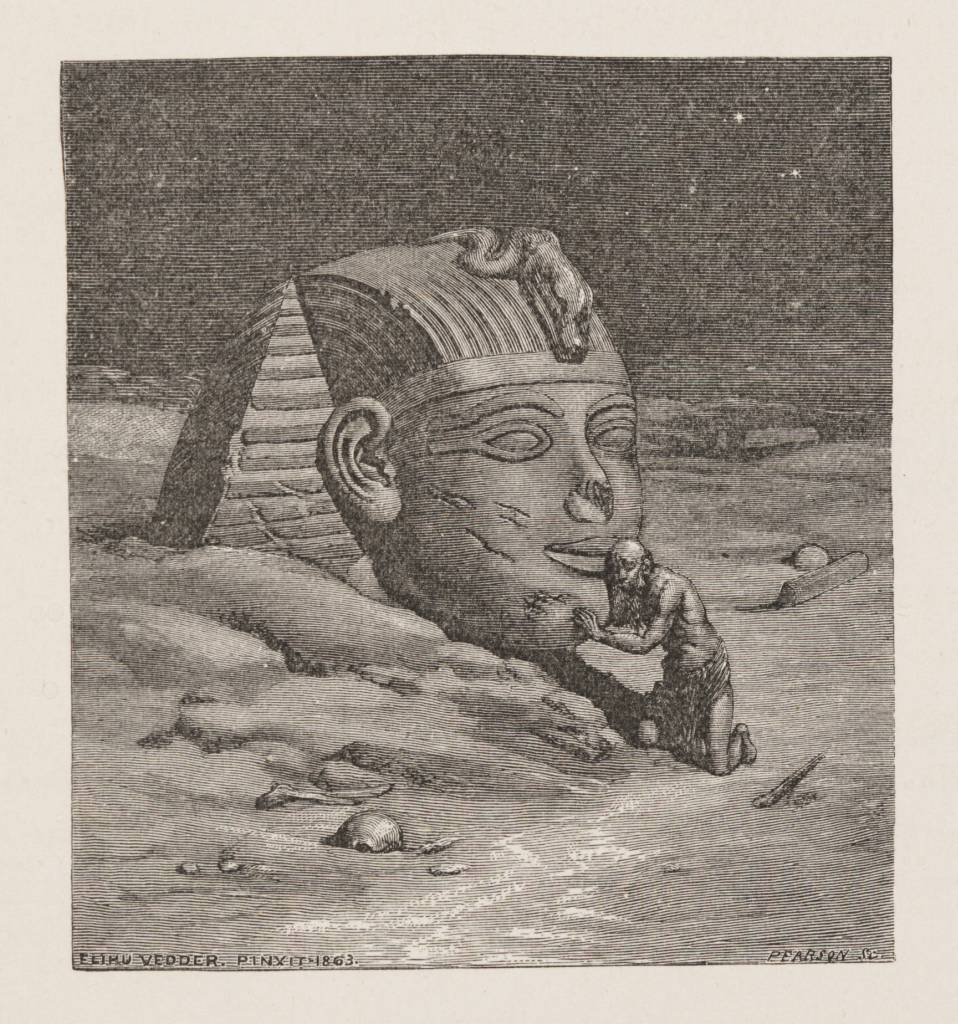
スフィンクスの秘密、1890年
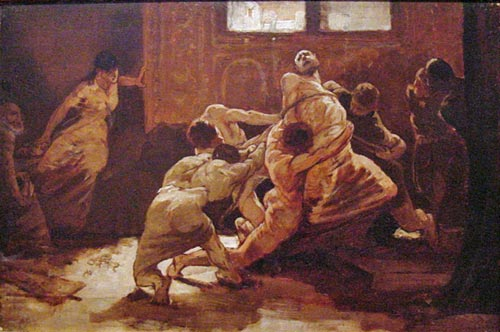
サムソン、1890年頃
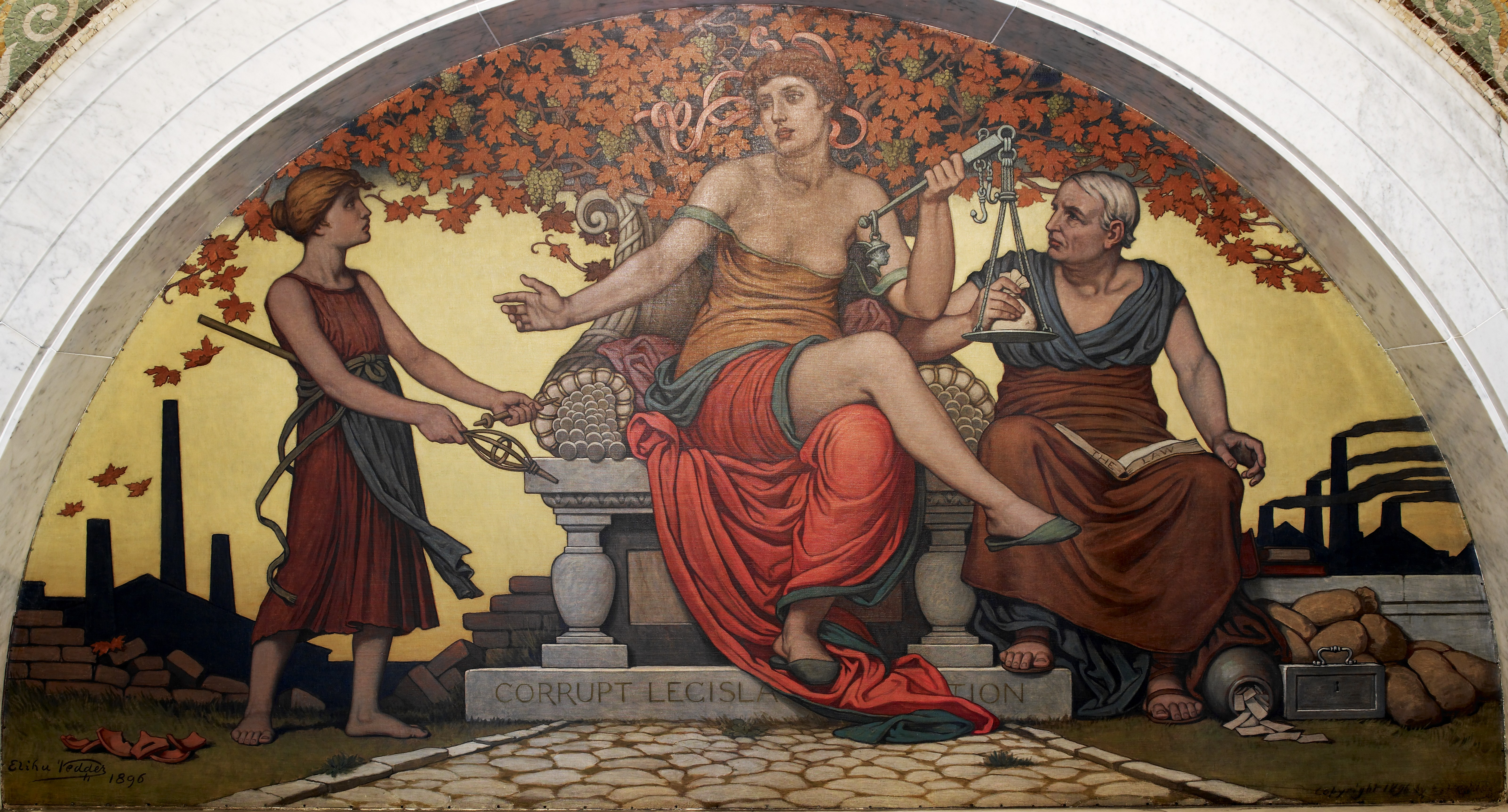
壊された法律、1896年
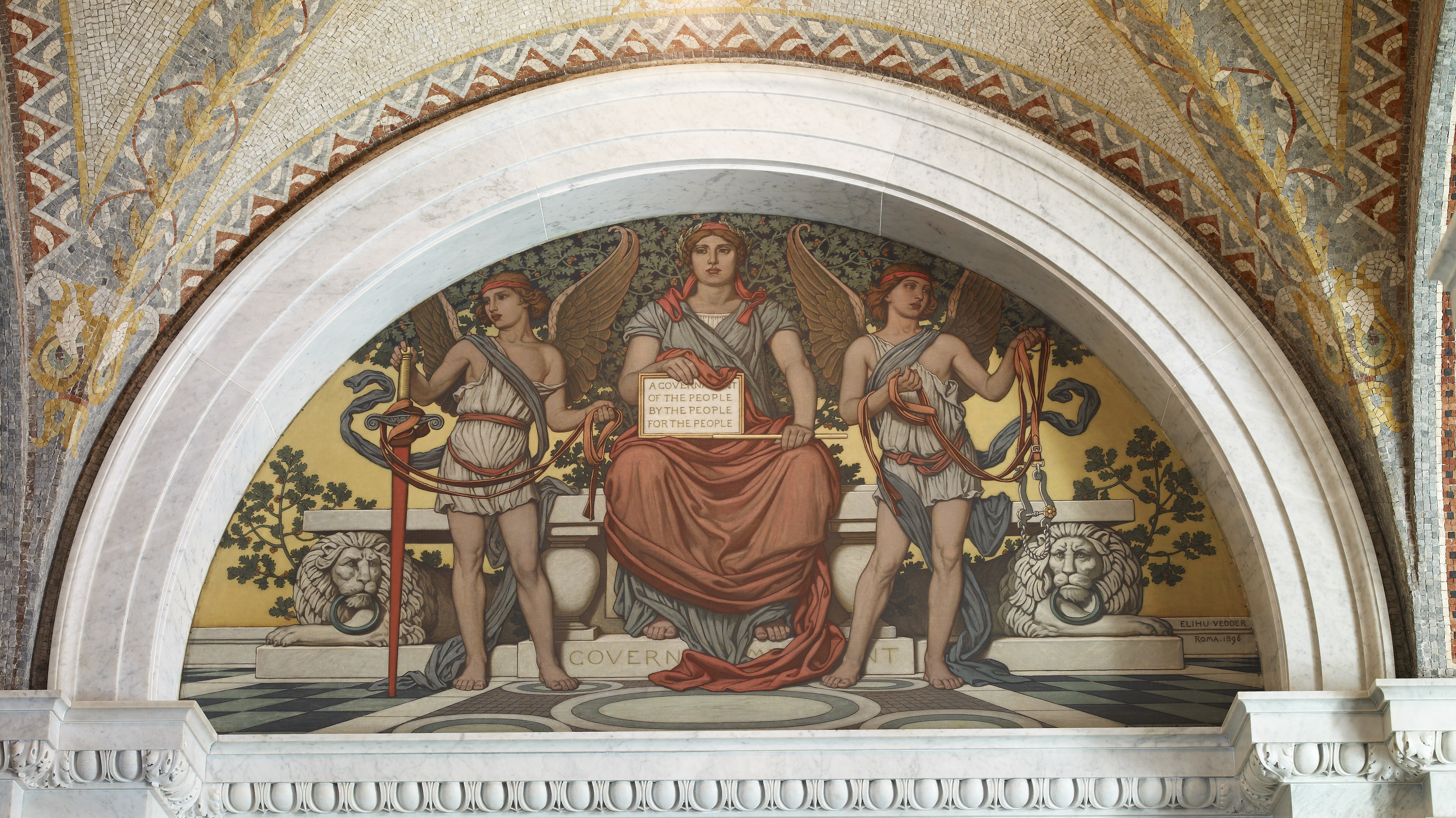
統治、1896年
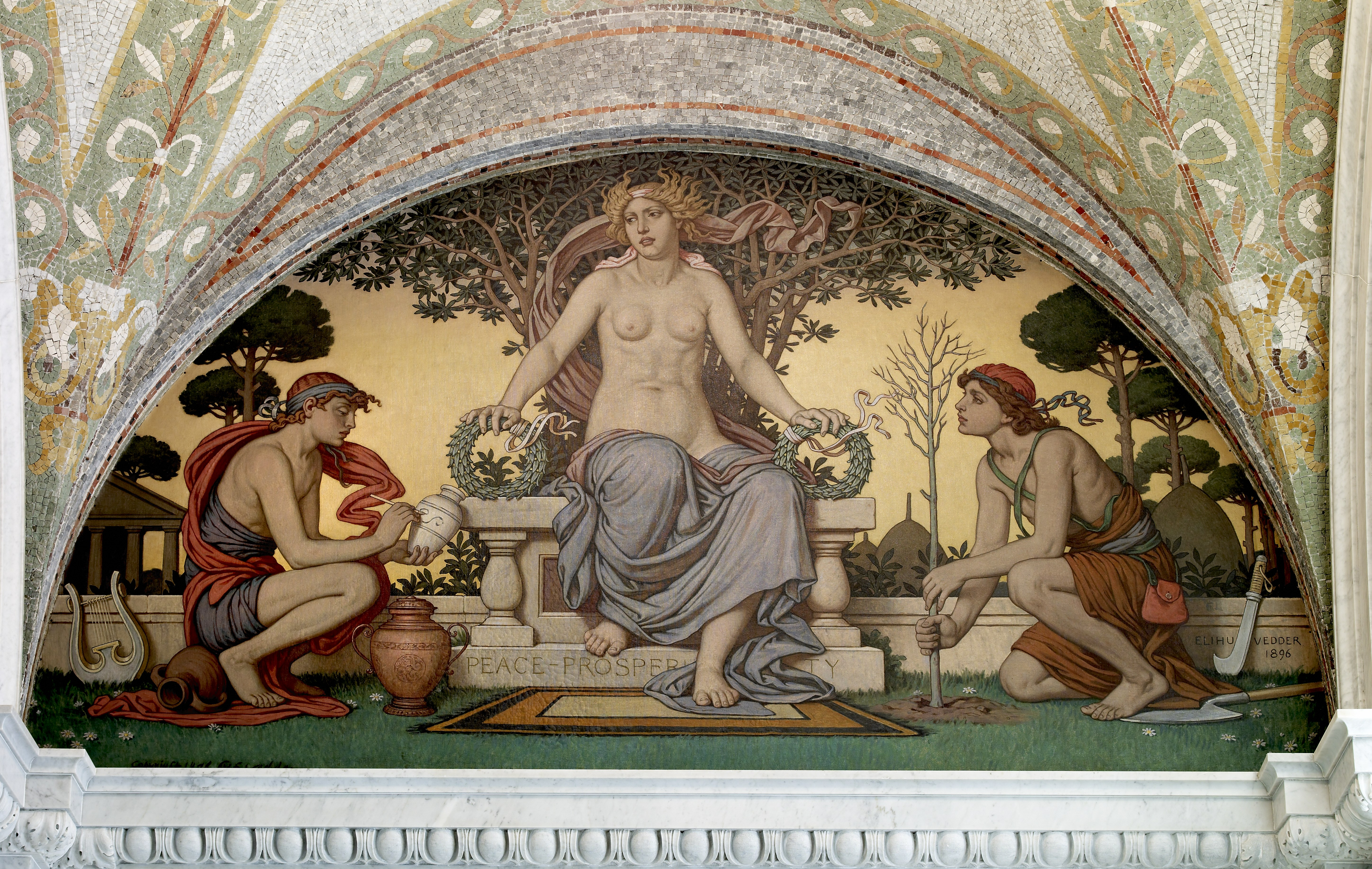
平和と繁栄、1896年
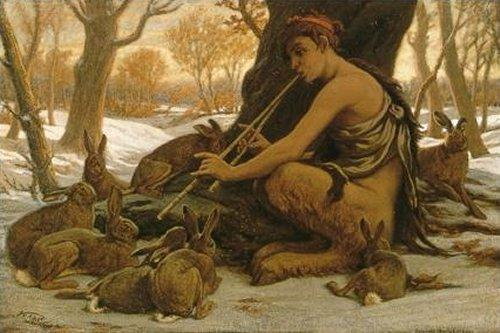
ウサギ、1899年
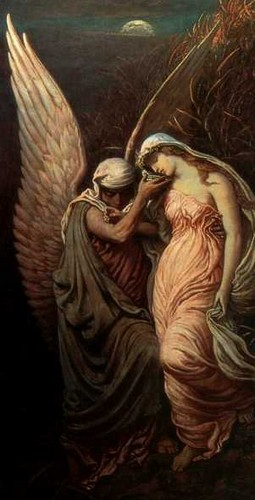
死の杯、1900年頃
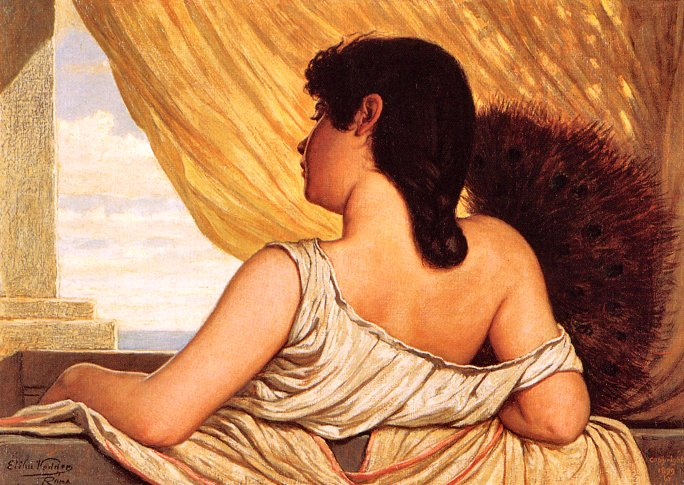
海のそよ風、1900年頃

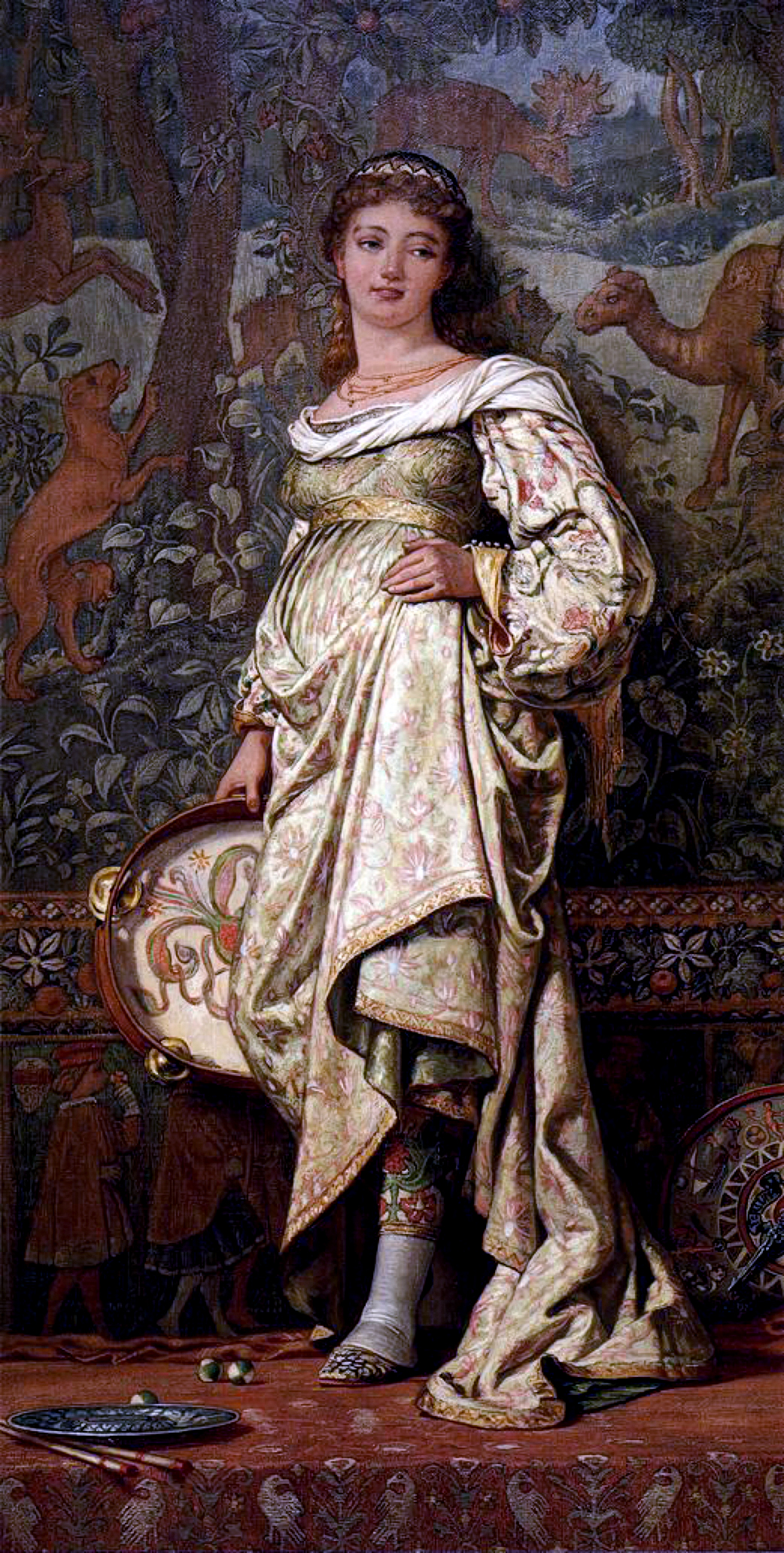
踊る少女、1871年
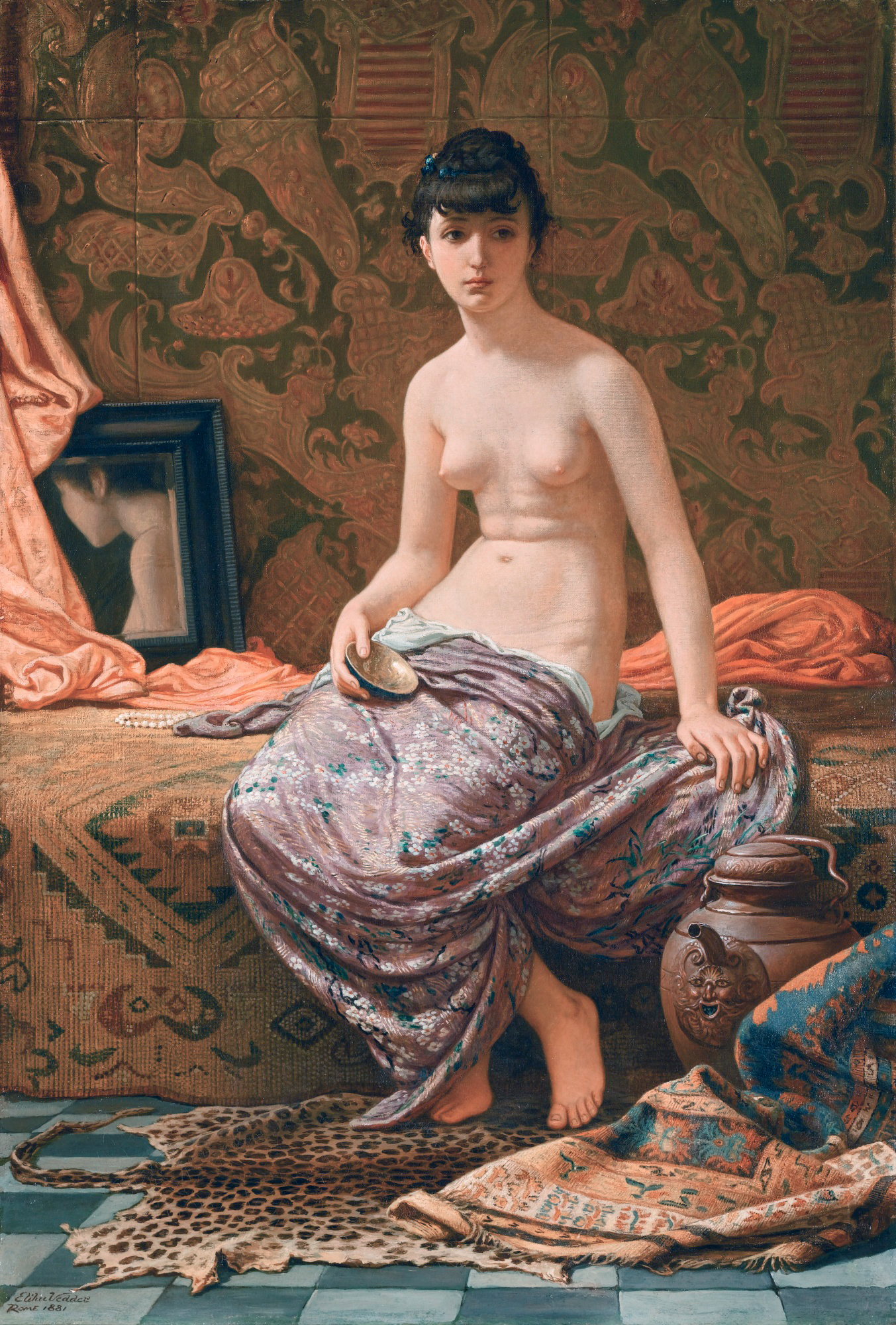
ポーズをとるモデル,1881年
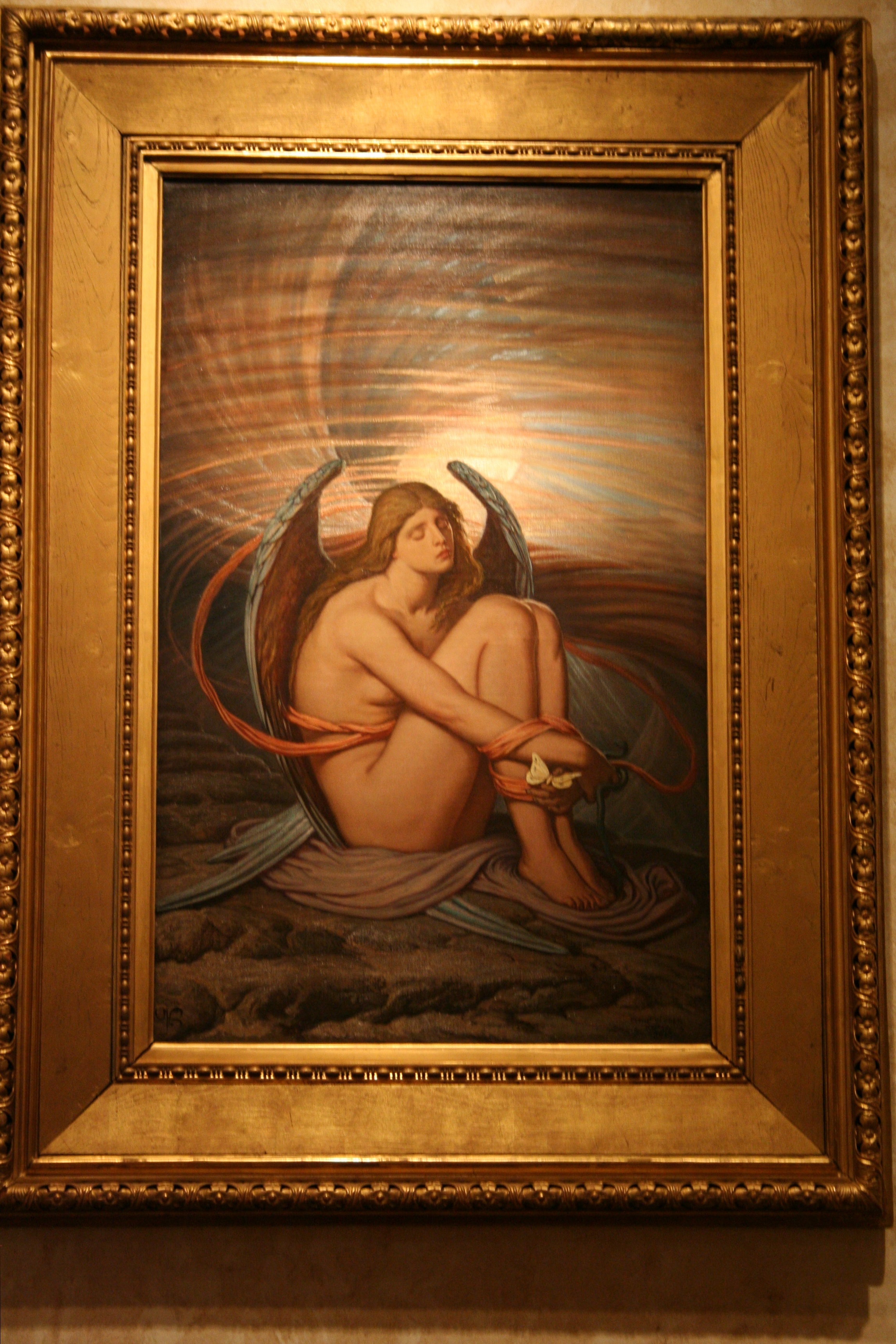
縛られた魂、1891-92年
ミネルヴァ習作, 1896年
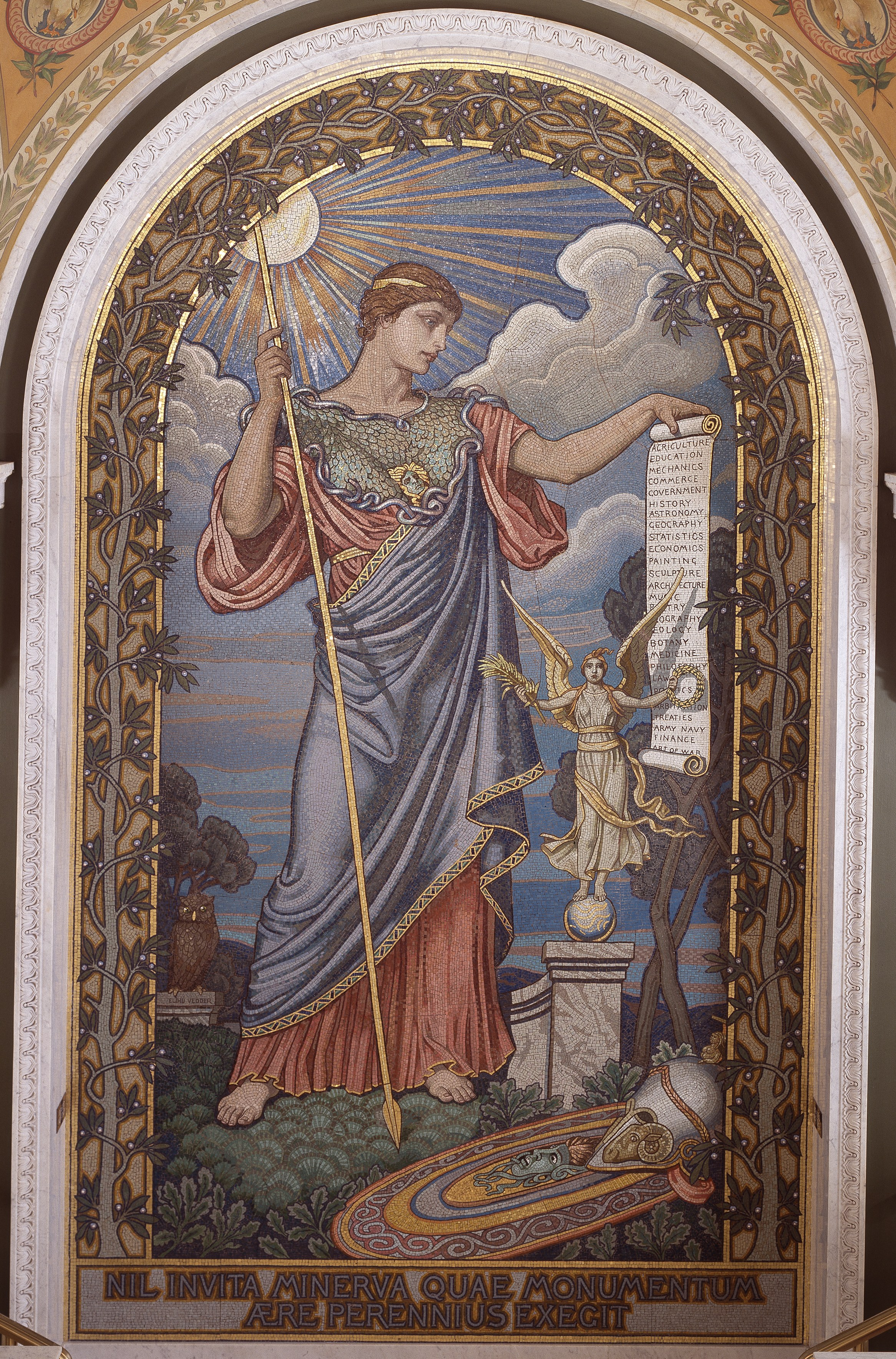
ミネルヴァ、 1896年 アメリカ議会図書館

### ルバイヤート挿絵
エドワード・フィッツジェラルド(1809-83年)英訳版『ルバイヤート』の挿絵、全55作品の一部。

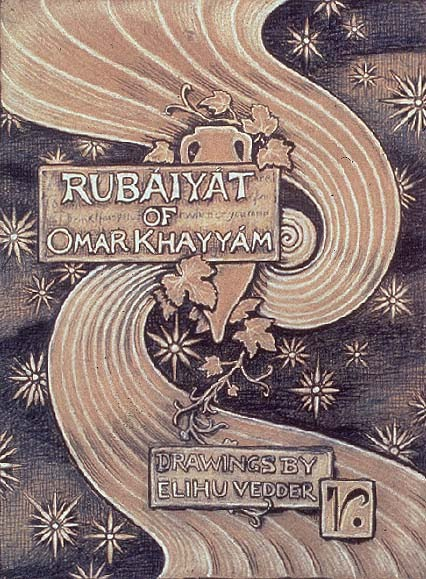
表紙
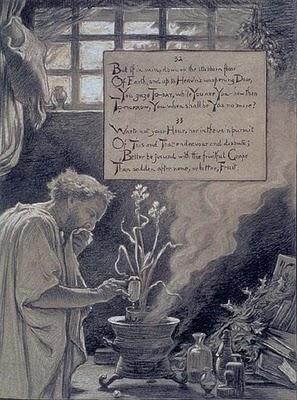
無為な探究